# JVC
日本勝利株式會社（日语：日本ビクター株式会社），一般稱為JVC，是過去一間成立於1927年、總部設在日本橫濱的消費性與專業電子企業。該公司发明了日本第一台電視機及VHS系統。現「Victor／JVC」為JVC建伍運作品牌。

## 海外名稱及商標
昔日中國在「Victor Talking Machine」時代譯為「美國勝利唱機公司」，及至「RCA-Victor」並用「亞爾西愛勝利公司」，台灣日治時期發行的唱片名為「勝利曲盤」、伴奏「勝利（西）洋樂團」；與JVC建伍合併前，在中國大陸與台灣依然使用「勝利」作為日方JVC的公司名稱。
由於美國RCA唱片持有「RCA-Victor」商標權緣故，在海外不能使用「Victor」品牌。曾陸續於1956年啟用「STAR」，香港譯作「星牌」迄今為JVC當地俗稱；1958年「NVC」（Nippon Victor Company）、1959年「NIVICO」（NIppon VIctor COmpany），同年開發「JVC」（Japan Victor Company），1961年在台灣、日本註冊，與「NIVICO」採雙品牌併用形式至1978年、方由「JVC」完全取代，兩岸三地以正式譯名「傑偉世」登錄公司：
- 杰伟世（中国）投资有限公司（JVC（China）Investment Co., Ltd.）
- 台灣傑偉世股份有限公司（JVC Taiwan Corp.，於2014年解散）
- 傑偉世建興國際有限公司（香港，JVC Lite-On IT. Manufacturing and Sales, Ltd.，於2009年解散）

在日本，JVC承繼RCA的「Victor＋His Master's Voice」商標較為人知。而「His Master's Voice」商標不能在日本以外使用（因為美國RCA、英國HMV均持有該商標權）。同樣地，在日本的HMV商店，他們不允許使用His Master's Voice標語和Nipper的商標；它被取代為一張獨特風格的留聲機圖片。
JVC併入JVC建伍後，由舊有「Victor」品牌產品、「勝利娛樂」繼續使用「Victor＋His Master's Voice」商標。

1960年代JVC（之前是NVC[15]）與NIVICO併用品牌樣式
1970年代至今的JVC標識
1970年代NIVICO標識

## 歷史

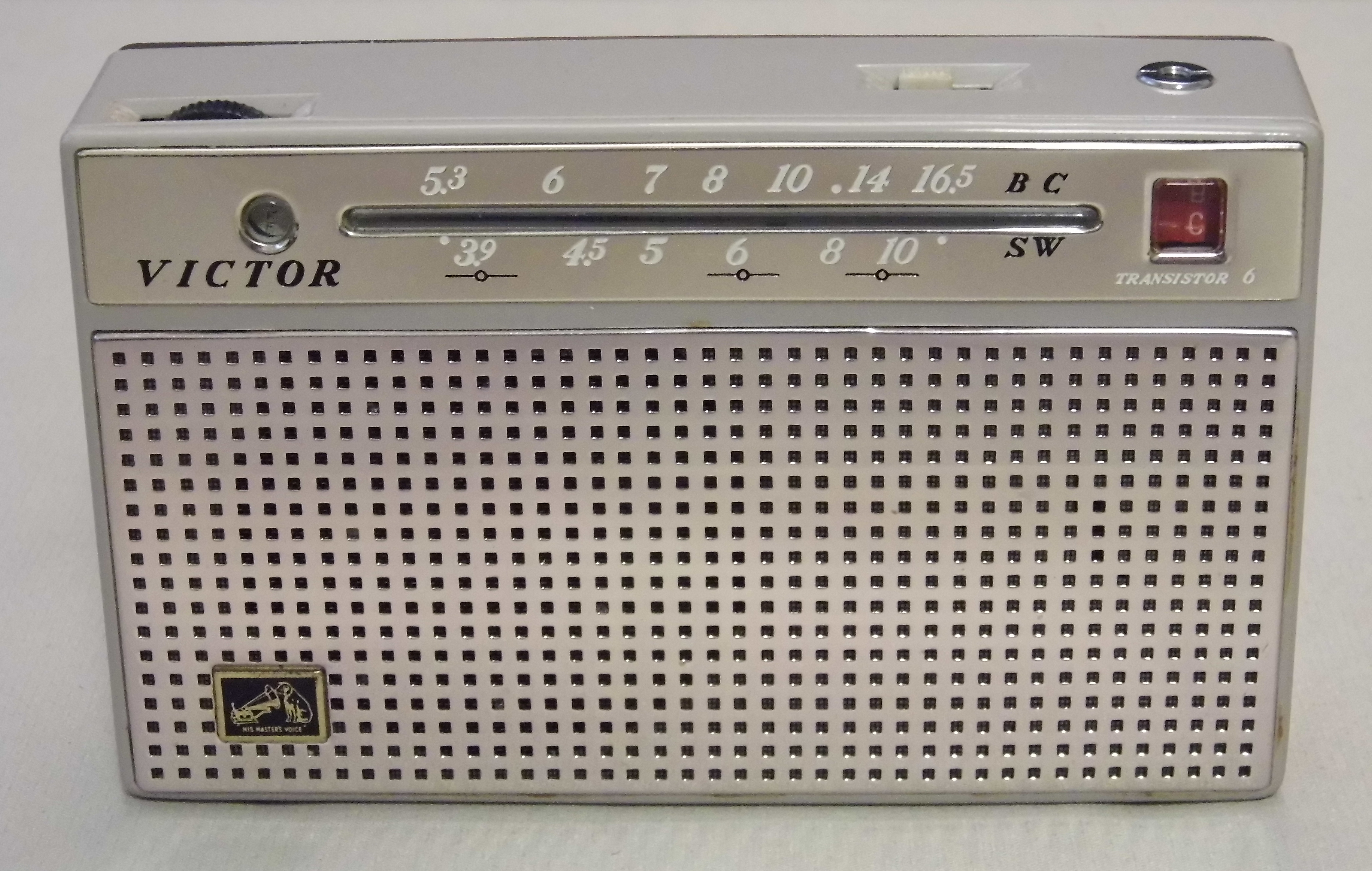
VICTOR 6TA-1

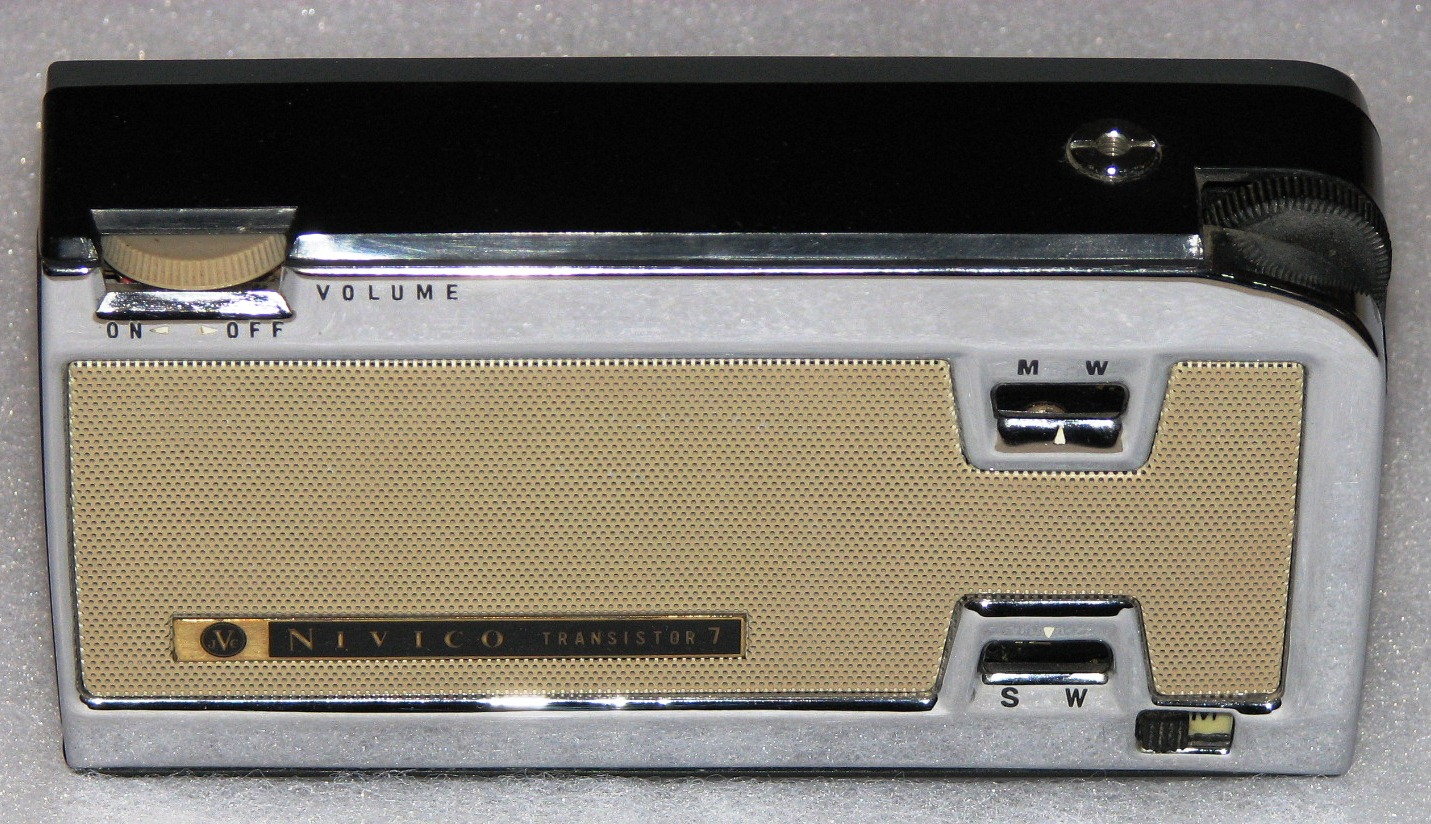
JVC-NIVICO 7TA-4

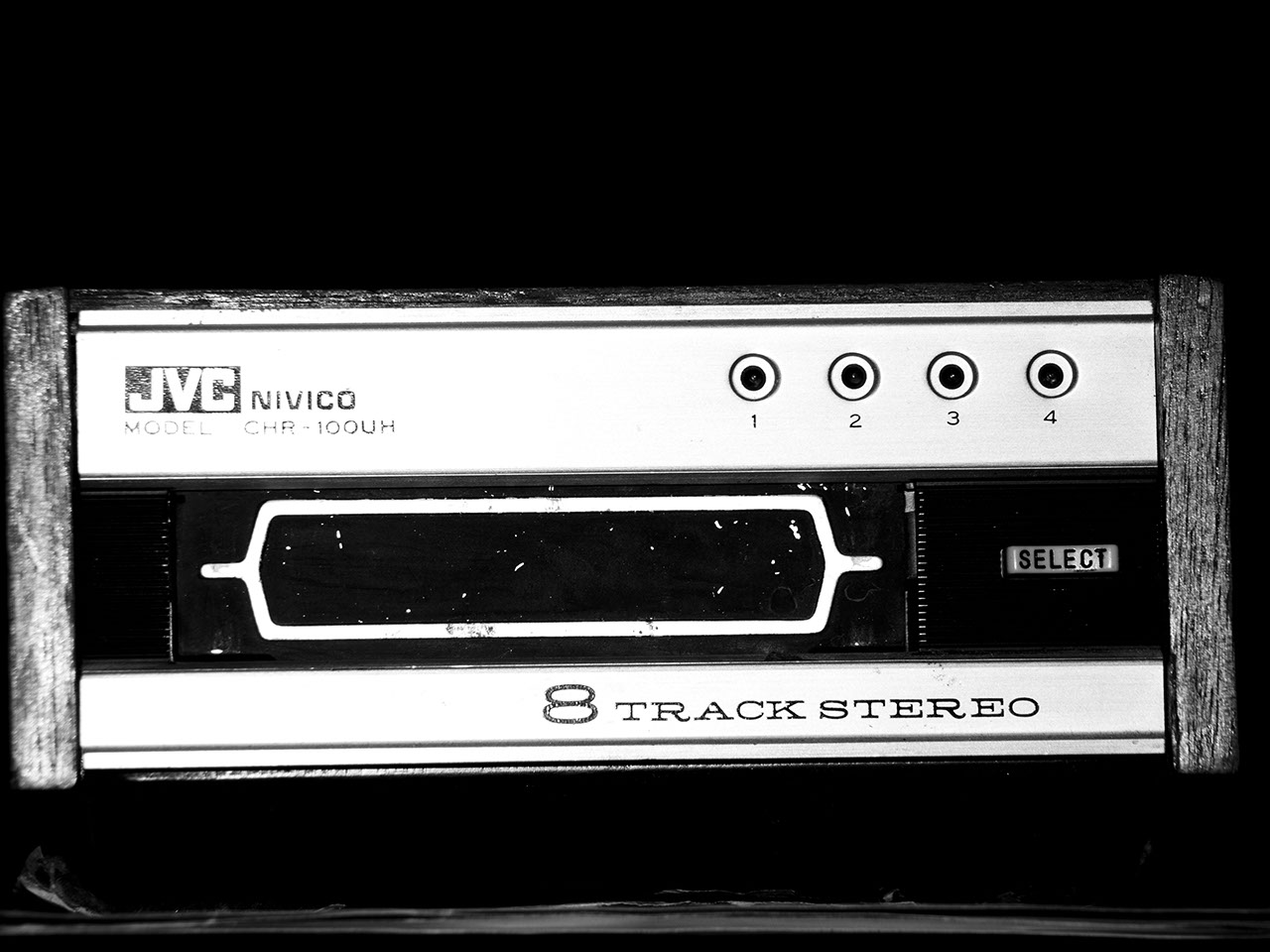
JVC-NIVICO CHR-100UH

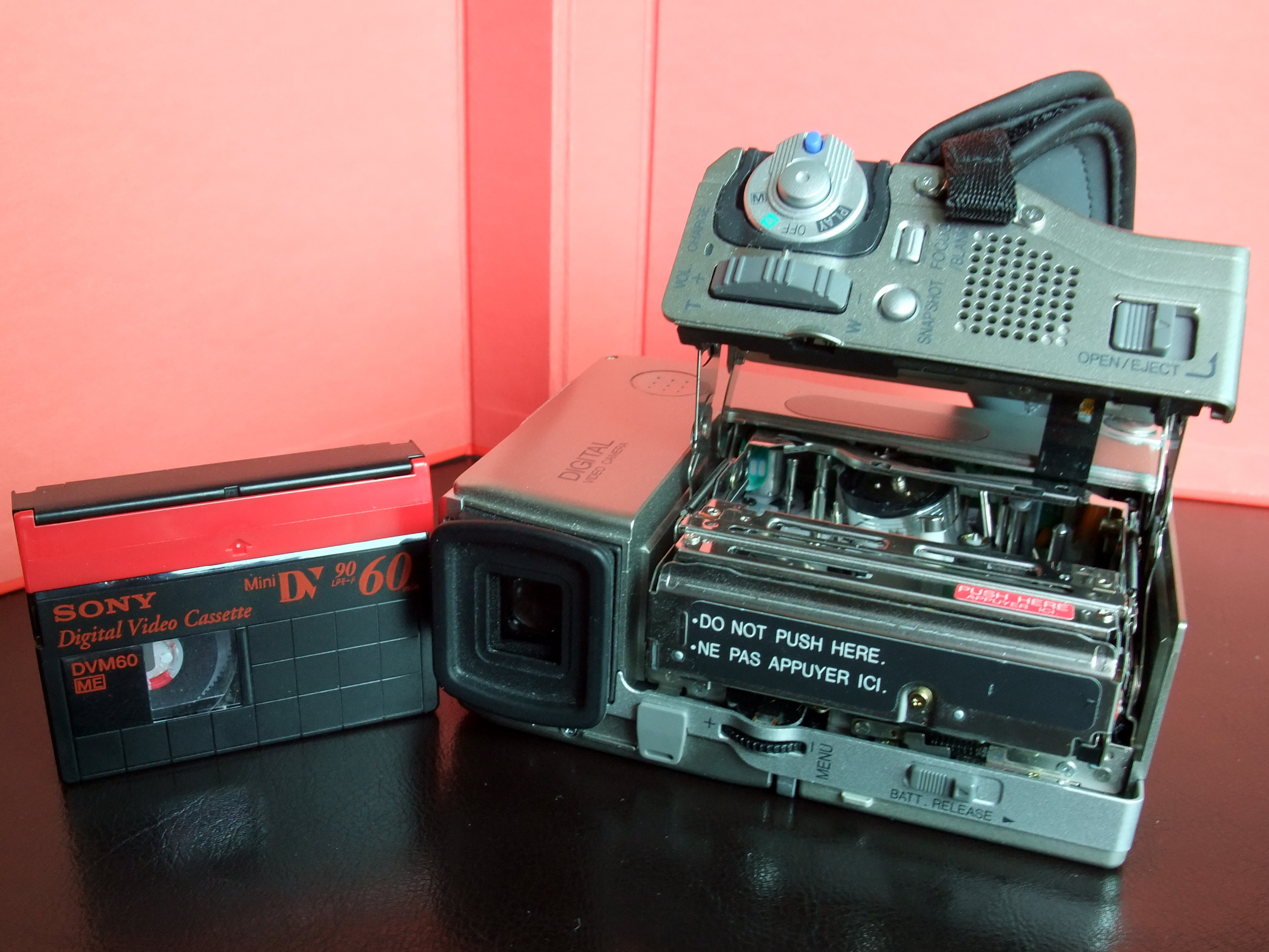
JVC GR-DVM55U

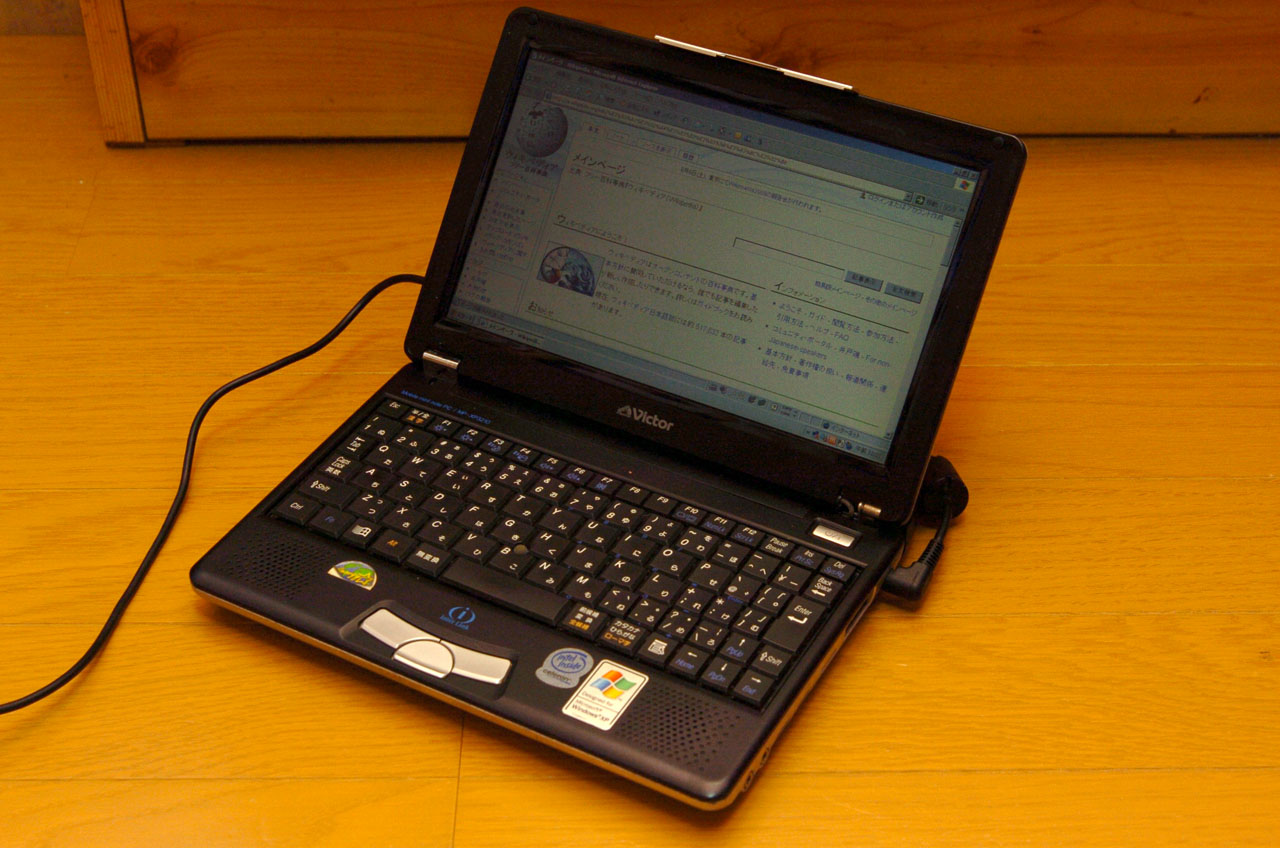
Victor InterLink MP-XP3210

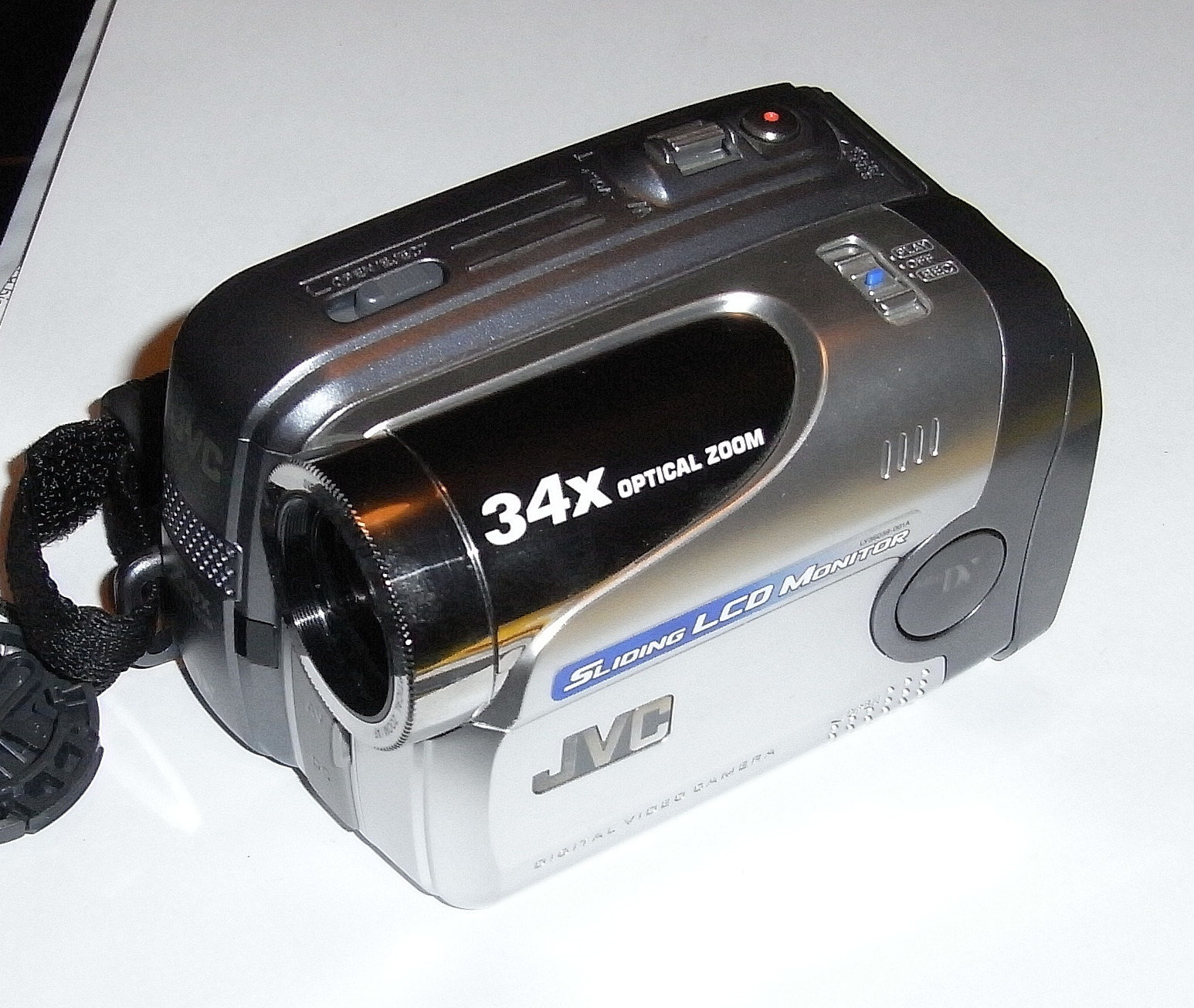
JVC GR DA20

### 1920年－1960年
1927年9月13日，「日本勝利留聲機公司」（日本ビクター蓄音器株式会社）成立，是當時美國留聲機及黑膠唱片領導者Victor Talking Machine Company子公司。1929年公司大部份所有權轉移到RCA-Victor（Radio Corporation of America）。1930年生產留聲機及黑膠唱片，1932年開始生產收音機，1939年展出日本第一台電視機。
在二戰期間，日本公司與外國的合作夥伴斷絶關係。1943年全名改為「日本音響公司」（日本音響株式会社）。1945年全名改為「日本勝利股份有限公司」（日本ビクター株式会社，Victor Co of Japan Ltd.）。直到1953年，JVC由松下電器所有，擁有JVC 36.90%股權。1960年，JVC開始發售彩色電視機。

### 1970年－1980年
JVC發明了VHS格式，並於1976年10月展示了第一台播放器「HR-3300」到消費者市場，售價256,000日圓。Sony在1975年之前引入了Betamax家庭式錄影帶，成為VHS主要競爭者，導致了1980年錄影帶格式大戰。Betamax錄影帶比VHS錄影帶更細小，提供更清晰的影像。儘管對消費者來說差別不大，這也是兩項較進步的工業技術。在1984年有四十間公司使用VHS而使用Betamax的只有十二間，Sony終於承認失敗，於1988年開始生產VHS錄影機。
在1970年JVC開始銷售Videosphere，一個放在太空頭盔形狀的可攜式新穎CRT電視，底部有鬧鐘。這是一次商業上成功。在1976年JVC引進了3060，一架內含卡帶播放器的三吋可攜式電視機。1977年JVC導入新版企業識別標誌。
在1979年JVC展示了VHD/AHD碟片系統原型。該系統的電容原理跟CED一樣，但是碟片的凹槽較少因為其碟面由伺服機制信號引導。VHD碟片首次亮相是由一位操作員操縱並在一台看起來像音效LP轉盤的機器上播放，但JVC開始在市場上銷售時改用由盒子包著的碟片。開發接連地中止，但在1983年4月開始在日本市場上出現，隨後也在1984年銷售了少量給英國的工業市場。但那時候飛利浦和Sony已經開始銷售光碟，VHD完全趕不上。
1980年JVC推出了一些雷同Sony Walkman的可攜式音響設備。JVC CQ-F2K於1982年發行，擁有一個連接到耳機的可分離的收音機，無線的聆聽感受。JVC不能令該產品成功，數年後便中止了其生產線。JVC使用了Victor的名子在日本銷售該產品。
在1986年JVC發行了HC-95，一部個擁有3.58 MHz Zilog Z80A處理器、64KB記憶體、運行MSX Basic 2.0的個人電腦。它包含了兩個3.5吋磁碟機並且符合MSX-2的最大圖像標準。然而就像Pioneer PX-7一樣，它擁有可以處理影像添加及互動式影像處理的的硬件接口。它首先在日本發售，然後是歐洲，但成績不太理想。
JVC的錄像由Ferguson在北美銷售，這只是一種美化而已。Ferguson需要找另一個錄像鏡頭供應商因為JVC的產品只支持VHS-C格式而不是較受歡迎的video8。此外，Ferguson由Thomson SA接管因而終結了合作關係。與此同時，JVC被定義為高品質、可信的產品。可是數年後JVC的名聲受到抨擊，只是因為一小部分有問題的數位錄像鏡頭。

### 現在
美國JVC為日本JVC子公司，硏發幾項領先的技術，例如VHS錄影機，JVC正為多媒體時代提供產品。JVC專業產品公司（Professional Products Company）分配了一條完整的廣播設備、專業的演示設備生產線，包括相機、VTR、編輯設備、D-ILA及LCD投影機、視覺演示，顯示屏及電腦產品。JVC服務與工程公司（Service and Engineering Company）服務了與中心跨過美國，忠誠地服務他們的顧客。
2001年10月，國家學院電視藝術與科學科頒發一個「技術進步傑出成就」艾美奬予JVC，理由是開發出消費者錄像鏡頭。每年JVC都是東京影像節及JVC Jazz Festival的贊助者，此舉能吸引更多消費者。
另外，JVC曾是1982年與2002年世界盃足球賽的贊助者。JVC亦是第一個甘迺迪太空中心的正式伙伴。2005年，JVC加入高清晰影音網絡聯盟（HANA；High Definition Audio-Video Network Alliance），以幫助消費者制定家電標準。
JVC亦曾於2005年開發出第一台DVD+RW DL。
2007年7月24日Panasonic確定將其持有之JVC經營主導權，轉手給建伍公司最大股東Sparx Group，正式脫離Panasonic，預計在2007年8月時，松下對 JVC持股將由7月時52%降至36.9%，而Sparx及建伍合計將持有29.8%，之後松下將出售其剩餘持股。
2008年5月15日，和建伍公司宣佈双方已经达成协议，两家公司的全部业务合併，组建一家新的控股公司，命名为「JVC建伍控股」，从同年10月1日起正式运作，JVC子公司化。
2011年10月1日，JVC併入母公司JVC建伍成為運作品牌，公司法人消滅。

## 外部連結
- JVC （页面存档备份，存于）
- JVC日本 （页面存档备份，存于）
- JVC中國大陆 （页面存档备份，存于）
- JVC台灣
- 信興JVC有限公司 （页面存档备份，存于）